# Parlamentní volby ve Švédsku 1994
Řádné parlamentní volby do tzv. Riksdagu, jednokomorového zastupitelského sboru, se ve Švédsku konaly dne 18. září 1994. Jejich výsledky znamenaly změnu vlády z vlády nesocialistické koalice na vládu sociálnědemokratickou, třetí vládu Ingvara Carlssona.
Nejvíce hlasů, 45,25 % a 161 křesel, získala Sociální demokracie. Druhou nejsilnější stranou byli konzervativní Umírnění, s 22,38 % a 80 mandáty. Na třetím místě skončila Strana středu (7,65 % a 27 křesel), na čtvrtém Liberálové (7,19 % a 26 křesel), následovaní Levicovou stranou (6,16 % a 22 křesel), Ekologickou stranou Zelených (5,02 %, 18 mandátů) a Křesťanskými demokraty (4,07 % a 15 míst). Populistická Nová demokracie, která v dřívějším období zastoupení měla, ho nyní ztratila (s 1,24 % hlasů nepřekročila čtyřprocentní práh celošvédsky ani dvanáctiprocentní práh v některém z volebních krajů).
Strany počítající se mezi socialistické (Sociální demokraté, Levicová strana) získaly společně 51,4 % hlasů (většina 183 mandátů), strany nesocialistické (pravicoví Umírnění, Křesťanští demokraté, centristické Lidová liberální strana a Strana středu), dosáhly společně na 41,3 % hlasů. Zelení, stojící vně tyto dva bloky, se po tříleté pauze podruhé dostali do parlamentu s cca 5 %. Socialisté tedy nad nesocialisty a Zelenými zvítězili o 5,1 procentních bodů.
To umožnilo vznik sociálnědemokratické menšinové vlády, jejíhož premiéra podpořily obě socialistické strany (180 poslanců); Liberálové (26 hlasů) hlasovali proti a Umírnění, Strana středu, Zelení a Křesťanští demokraté (130 hlasů) se hlasování zdrželi. Ministerským předsedou se stal Ingvar Carlsson, který 18. srpna 1995 oznámil, že další rok odstoupí z místa předsedy sociální demokracie i předsedy vlády. Novým předsedou strany a posléze i vlády se následně stal dosavadní ministr financí Göran Persson, jehož vláda se ujala úřadu dne 22. března 1996.
Volby v roce 1994 se naposledy uskutečnily po tříletém období; následovalo čtyřleté období (rok 1998).
Volební účast v nich byla 86,82 %.